# Johann Hartwig Ernst von Bernstorff
Johann Hartwig Ernst lensgreve von Bernstorff (født 13. maj 1712 i Hannover, død 18. februar 1772 i Hamborg) var en tysk-dansk adelsmand, gehejmeråd og dansk gehejmestatsminister. Han var søn af friherre Joachim Bernstorff, der var godsejer, og farbror til Andreas Peter Bernstorff.

## Ungdom, uddannelse og udlandsrejse
Johan Hartvig Ernst Bernstorff var søn af en hannoveransk adelsmand, Joachim Engelke friherre Bernstorff til Gartow, Wotersen og flere godser. Efter at hans morfader, Andreas Gottlieb Bernstorff, havde spillet en vigtig rolle som hannoveransk minister hos kong George 1. af England, blev han den næste fremragende statsmand af denne familie. Han var selv farbroder til Andreas Peter Bernstorff. For en del opdraget hos morfaderen vandt han dernæst sin uddannelse på intelligente unge adelsmænds vis i hin tid, dels ved ophold på forskellige universiteter, dels ved udenlandsrejser. Således lagde han grunden til den rige åndsudvikling og den sjældne sprogfærdighed i flere europæiske sprog, særlig i fransk, som udmærkede ham senere.

## Dansk diplomat

### Diplomat i Tyskland
Beslægtet med familien Plessen blev han af de to brødre af dette navn, der var statsministre under Christian 6., bragt i forbindelse med denne konge, der 21. april 1732 gjorde ham til kammerjunker og (1733) sendte ham som envoyé (udsending) til Kursachsen. Den Polske Arvefølgekrig udbrød netop på den tid, og da kurfyrsten af Sachsen ved den nåede at blive konge af Polen, var Dresden et sted, hvor den unge Bernstorff fik rig lejlighed til både at komme ind i det europæiske diplomatis finesser og bugtede veje og til på nært hold at følge løsningen af vigtige politiske knuder. 12. december 1735 blev han etatsråd.
Nogle år senere (1737) lod Christian 6. ham repræsentere den dansk-norske stat ved den tyske rigsdag i Regensburg, og han gjorde god gavn under de forhandlinger med Hannover, som strid om amtet Steinhorst fremkaldte (1739). Endelig fik han, da han 1744 blev sendt til Frankrig som gesandt, den diplomatiske stilling, der på den tid havde størst vigtighed for regeringen i Danmark. Han havde her en betydningsfuld del i de forhandlinger, der førte til en nøje tilknytning mellem Danmark og Frankrig (1749) og samtidig også hidførte mageskiftetraktaten (1750) med den svenske tronfølger Adolf Frederik. Det var også under Paris-opholdet, at Bernstorff lagde grunden til sin senere betydelige bogsamling, bestående af de nyeste bøger indenfor genrerne historie, statsvidenskab og skønlitteratur, og mange dyre pragtværker. I 1803 erhvervedes en del af samlingen af Det kongelige Bibliotek, hvor de i dag kan kendes på det bernstorffske super-exlibris som de alle er forsynet med.

### Udsending til Frankrig
Dengang Bernstorff skulle sendes til Frankrig, skrev den franske statsudsending i København til sin regering med afgjort uvilje om ham. Hans hannoveranske byrd gjorde ham i den mistænksomme franske diplomats øjne til en farlig person, der havde engelske sympatier, og med den i den diplomatiske verden ganske almindelige letfærdighed i domme forberedte han sin regering på, at Bernstorff var "en lidet paalidelig Karakter" og så meget mere farlig, som han var "dygtig, af et vindende Væsen og elskværdig i Selskabslivet". Det blev kun disse sidste egenskaber, man kom til at gøre bekendtskab med i Paris, thi han var i virkeligheden såre langt fra at være fjendtlig stemt imod Frankrig, og den franske udenrigsminister fik i sine depecher til statsafsendingen i København lejlighed til ikke alene at fremhæve den store "Veltalenhed", som Bernstorff kunne udfolde i sine forhandlinger med ham, men også til at omtale hans fremragende begavelse, behageligheden ved at forhandle med ham ("sa douceur") og den ubegrænsede tillid og højagtelse, han selv havde for ham.

### Karakteristik og evner
Men regeringen havde brug for den prøvede, talentfulde diplomat på et endnu større område. Udenrigsministeren Johan Sigismund Schulin var svagelig, han ønskede at have Bernstorff til hjælp, og denne blev derfor kaldt hjem (1750). Han medbragte et kendskab til det europæiske diplomati, der måtte kunne få den største værd for ham, så meget mere som han personlig havde knyttet nøje forbindelser med betydelige personligheder, især i Paris; han havde tilegnet sig den fine verdensmands overlegne væsen, uden at dybden i hans karakter eller inderligheden i hans religiøse følelser led derved, og han kendte til bunds forholdet mellem de forskellige magter og, hvad der i så henseende kunne have betydning for den dansk-norske stats udenrigske stilling. Skønt født i udlandet havde han vundet en alvorlig kærlighed til Danmark; men det kunne let blive betænkeligt, at dets indre forhold, dets styrelse og hjælpekilder var ham lige så ubekendte som dets sprog og nationale ejendommeligheder.

## Ansættelse som udenrigsminister
Da han kom til København, var Schulin død. Det blev straks tilbudt ham at træde ind i dennes stilling; men han holdt sig for bunden ved et tilsagn, han havde givet prinsen af Wales om engang at overtage en ministerstilling i Hannover. Da imidlertid denne fyrste døde 20. marts 1751, faldt hindringen bort, og han tiltrådte nu pladsen som udenrigsminister og den dermed forbundne ledelse af det tyske Kancelli (1. oktober). Samtidig blev han (14. maj) medlem af Konseillet. Allerede tidligere var han (24. november 1736) blevet kammerherre og (5. juli 1746) ridder af Dannebrog, i hvilken anledning han valgte sig et valgsprog, som hans liv ikke gjorde til skamme, nemlig ordene: "Integritas et rectum custodiant me" (Integritet og retsfølelse leder mig). Gehejmekonferensrådstitlen fik han 28. oktober 1749.
Det blev en imponerende stilling, Bernstorff beklædte en lang række år i Danmark. Støttet af Adam Gottlob Moltke, der ikke kendte til nogen skinsyge over for ham, og højagtet af Frederik 5. indtog han indtil dennes død den ypperste plads i regeringen, og hans ord havde afgørende vægt i alle de sager, der kom til forhandling i Konseillet. Men hans hovedgerning var ledelsen af den udenrigske styrelse. Frederik 5.’s personlige mangel på initiativ og virkelyst bidrog til, at han her blev den altbestemmende. I Frederik 4.’s tid var saa godt som ingen vigtig depeche sendt nogen statsafsending, med mindre den var underskrevet af selve kongen. Også Christian 6, havde fulgt de udenrigske forhandlinger i stor detalje. Ved J.H.E. Bernstorffs korrespondance ligesom senere under hans brodersøn A.P. Bernstorff føler man, at de var de rådende, så fuldt som nogen ansvarlig udenrigsminister i en konstitutionel stat kan være det.

## Udenrigspolitiske problemstillinger

### Mageskifteproblemerne i hertugdømmerne
Lige siden Den Store Nordiske Krig var der blevet arbejdet på at sikre, hvad der var vundet ved denne krig, nemlig den gottorpske del af Slesvig, og spørgsmålet om, hvorledes en endelig udjævning af striden med huset Gottorp kunne bringes til veje, havde været alvorlig oppe. Mageskiftetraktaten med den svenske tronfølger Adolf Frederik 1750 var det sidste skridt på denne bane. Derimod var et forsøg, der samtidig var gjort på at komme til en lignende afgørelse med chefen for den ældre gottorpske linje, den russiske tronfølger hertug Carl Peter Ulrik, ganske slået fejl. Opgaven måtte blive for Bernstorff at vinde et heldigere resultat over for denne linje, og han viede med trofasthed og talent sit liv dertil.

### Forholdet til Sverige
I nøje forbindelse med den gottorpske sag stod spørgsmålet om magtens fordeling i Norden. Siden Rusland efter den store nordiske krigs slutning ikke alene var blevet den overlegne stat ved Østersøen, men også den magt, til hvis hjælp gottorperne ivrigst bejlede, havde tanken om det nødvendige i et godt forhold imellem de skandinaviske stater for det meste haft råderum hos regeringen i København, især fra Christian 6.s tid. Atter her optog Bernstorff den foregående tids politik. Uheldigvis havde denne sunde og forstandige stræben store hindringer at besejre, dels ved de levninger af det gamle nationalhad, der havde holdt sig på begge sider af Øresund, dels derved, at også her gottorpernes had til Danmark greb forstyrrende ind. Da Adolf Frederik besteg tronen i Sverige, var hans stemninger i så henseende kun alt for godt kendte, og de næredes end mere af hans herskelystne, intrigante dronning, Louise Ulrikke. Kun nødtvungne havde de samtykket i mageskiftet af 1750, og med ikke mindre vrangvilje var de gåede ind på at lade deres ældste søn Gustav, den senere Gustav 3., der dengang kun var 5 år gammel, blive trolovet med den jævnaldrende danske prinsesse Sophie Magdalene, Frederik 5.s Datter.
Det gjaldt fra gammel tid som en kendsgjerning, at en enevældig kongemagt var ulige farligere for nabostaterne end en kongemagt, der var bundet af landets stænder. Fra det stade havde svenske adelsmænd i det 17. århundrede set skævt til enevældens indførelse i Danmark, og det var den samme opfattelsesmaade, der bragte de dansk-norske konger i det 18. århundrede efter den svenske kongemagts svækkelse ved Karl 12. af Sveriges fald til i høj grad at ønske, at den ikke atter vandt i styrke. Man havde under Karl 12. prøvet, hvor farlig den kunne være. Da så dødsfjenderne kom på tronen 1751, stod det dobbelt stærkt som en livssag for Bernstorff om muligt at hindre en forfatningsudvikling i Sverige, der kunne give kongen her fri rådighed over rigets stridskræfter.

### Europæisk diplomati
Samtidig med at Bernstorff havde sådanne opgaver at løse, kom han til at se den ene store europæiske forvikling efter den anden krydse hans veje, store begivenheder indtraf, der stærkt lagde beslag på opmærksomheden, forudsætninger, som det havde været naturligt at gå ud fra, bristede, hvad der havde gjaldt som det naturlige og sikreste alliancesystem, slog fejl, og nye midler måtte gribes for at nå målet. Bernstorff viste sig under alt dette som en overlegen statsmand. Han havde en sindets ligevægt, der aldrig svigtede, en sejghed, som ikke slappedes ved skuffelser og uventede hindringer, et fint politisk instinkt til at gætte sig af lidt til sagernes rette sammenhæng, stor omtanke og forsigtighed ved afslutning af overenskomster, en betydelig årvågenhed, således at han kastede øjnene til alle sider, en ualmindelig arbejdsdygtighed, endelig en rig ånd, som hele tiden forstod at skabe udveje og at knytte nye tråde, når de gamle brast. Ja, det var næsten, som om han æggedes ved vanskeligheder, og som om han fandt en nydelse i nye kombinationer. Det 18. århundrede var en gylden tid for diplomatiets kunster med konstant nye forsøg på at skabe alliancesystemer og koalitioner under den række af store krige, der fulgte hverandre i hælene. Bernstorff havde så at sige en dygtig kunstners selvbevidsthed på dette område; men da han af princip fordømte enhver krig, der ikke var nødvendig som forsvarskrig, var han allerede for så vidt oplagt til kun at bruge diplomatiens midler for at opnå en fredelig afgørelse af de forskellige stridsspørgsmål; og da det var faldet i hans lod at blive leder af en stat med forholdsvis svage kræfter, var han også herved mest henvist til at forsøge, hvad der kunne udrettes ad underhandlingers vej. Det er vel endog et spørgsmål, om han ikke har haft vel optimistiske forhåbninger i så henseender og troet, at noter og depecher kunne strække til, hvor der i virkeligheden behøvedes et kraftig ført sværdhug.

## Syvårskrigen

### Væbnet neutralitetsforbund med Sverige
Den hovedbegivenhed, som først ret bragte ham en række vanskeligheder at kæmpe med, var den preussiske Syvårskrig. Skønt Frankrig dengang indtog en fremragende plads i Bernstorffs politiske system, således som det trådte frem ved en alliance- og subsidietraktat med denne stat af 27. februar 1754, lykkedes det ham dog at holde Danmark-Norge uden for denne krig og den med den i nær forbindelse stående store Sø- og Kolonialkrig imellem Frankrig og England. Som sædvanlig frembød denne søkrig store vanskeligheder og farer for den neutrale skibsfart, især på grund af de engelske kaperes overgreb, der begunstigedes af regering og domstole.
Da den dansk-norske skibsfart i den nærmest foregående tid havde taget et godt opsving både i Middelhavet og i Vestindien, var der dobbelt anledning til at gå ind på forslag fra Sveriges side om at sikre de skandinaviske staters handel og skibsfart ved et væbnet neutralitetsforbund. En sådan samvirken kunne måske også skabe et nærmere forhold mellem regeringerne i København og Stockholm, thi uagtet hattepartiet, der dengang var det herskende i Sverige, havde fælles interesse med den dansk-norske regering over for Adolf Frederiks og hans dronnings arbejde på at vinde en udvidet kongemagt, var forholdet imellem de to regeringer kun koldt. Anders Johan von Höpken, der var den ledende statsmand i Sverige, hadede Danmark med et ægte gammelsvensk had og viste konstant kulde og mistro. Det forbund, som de to stater trods dette nu enedes om (12. juli 1756), blev affattet med stor forsigtighed, for så vidt Bernstorff fik forhindret, at fordringen på, at frit skib gør fri ladning, blev optaget deri. Han vidste, at englænderne aldrig ville indrømme dette, og det stred også imod den dansk-engelske handels- og skibsfartstraktat af 1670.
Uheldigvis var det kun kort Tid, forbundet kunne gøre gavn. Året efter dets afslutning forenede Sverige sine våben med Frankrig imod Preussen; derved blev forholdet vanskeligere over for Preussens forbundsfælle England, og det forøgede Høpkens og hans partivenners uvilje mod Danmark-Norge, da de så, at dette ikke ville gøre samme svingning, men forblev neutralt. Allerede 1758 var neutralitetsforbundets rolle udspillet.

### Forgæves mægling
Samtidig var det et naturligt ønske hos Bernstorff at holde landkrigen så langt borte som muligt fra Danmarks grænser. De hjemsøgelser, Mecklenburg var udsat for fra preussisk side, vidnede klart om, hvor farligt det var at være nabo til de krigsførende magter. Det lykkedes ham at sikre Hamburg og Lübeck imod at blive draget ind i krigen, og da slaget ved Hastenbeck (26. juli 1757) havde åbnet Hannover for de franske hære, gik han med glæde ind på en opfordring, som både fra hannoveransk og fra fransk side rettedes til Danmark om at mægle en overenskomst.
Statholderen i Oldenborg, grev Rochus Friedrich zu Lynar, blev straks sendt til Hannover for at bringe en sådan i stand, og det lykkedes ham også at få afsluttet den såkaldte konvention i kloster Zeven (10. september 1757); men da hverken den franske regering eller kong Georg 3. ville ratificere den, havde mæglingen været frugtesløs. Gentagne forsøg, som Bernstorff senere under krigen efter opfordring fra fransk side gjorde på at mægle stilstand eller fred imellem Frankrig og England, var lige så resultatløse.

### Traktat med Frankrig
Da krigen imidlertid syntes let at kunne nå op til Elben, havde regeringen i København måttet bestemme sig til at opstille et temmelig anseligt korps i den kongelige del af Holsten som værn for statens sydgrænse. Dette, der var givet i forholdene, forstod Bernstorff at drage fordel af til at slutte en meget heldig traktat med Frankrig (4. maj 1758), hvorefter Danmark til vederlag for at holde 24000 mand i Holsten indtil krigens ende og sikre Hamburg, Lübeck og den gottorpske del af Holsten imod fjendtlige Indfald skulle opnå dels den franske regerings hjælp til afslutning af et forholdsvis heldigt pengelån i Frankrig, dels at hoffet i Versailles ville arbejde på ved fredsslutningen eller om muligt forinden at få en overenskomst og et mageskifte i stand imellem kongen af Danmark og storfyrst-tronfølgeren i Rusland, hertug Carl Peter Ulrik. Østrig gav snart efter (1. november 1758) denne traktat sin garanti. Bernstoff kunne i anledning heraf med en vis ret udtale, at man havde sikret sig at komme til at "dele Frankrigs og Østerrigs Lykke uden at udsætte sig for at lide ved deres Ulykke".

## Forholdet til Rusland

### Øgede spændinger i det gottorpske spørgsmål
Men krigens gang blev ikke en sådan, at traktaten kunne bringe fordele, og Syvårskrigen hidførte snart truende forhold. Det lå i sagen selv, at den gottorpske hertugs stilling som tronfølger i Rusland måtte give forholdet til denne magt en særlig betydning. Det så også ud, som om en forbindelse her kunne få vægt ved siden af de tilsagn, man havde fået fra Frankrig og Østrig. Omtrent samtidig (21. og 28. marts 1760) tiltrådte Rusland den dansk-franske traktat af 4. maj 1758 og regeringen i København et forbund, Rusland (20. marts 1759) havde sluttet med Sverige om at sikre handelen og skibsfarten på Østersøen ved udelukkelse af alle fremmede magters krigsskibe og kapere der fra. Men dette var kun en tilsyneladende fordel. Rusland og Østrig sluttede netop nu (1. april 1760) en hemmelig overenskomst, hvorved Wienerhoffet ganske ugenert erklærede den garanti for ugyldig, som det 1732 havde givet den danske krone for hele Slesvigs besiddelse, og tillige både garanterede storfyrsten hans lande i Tyskland og lovede atter at handle i overensstemmelse med kejserinden af Rusland til bevarelse af det slesvig-holstenske huses interesser. En anden traktat af samme dato tilsikrede Rusland ret til at beholde Østpreussen, såfremt Østrig ved den endelige fred genvandt hele Schlesien. Kejserinde Elisabeth i Rusland følte vistnok ingen interesse for storfyrstens gottorpske politik; men hun var for sløv til at lægge noget tryk på ham, og hans uvilje imod enhver blot nogenlunde rimelig overenskomst med Danmark fik i øjeblikket stor indflydelse på Ruslands holdning.
Uagtet Bernstorff ingen meddelelse modtog om disse aftaler, anede han med sin evne til at forstå en halvkvædet vise hurtig uråd. Han havde kun meget lidt sympati for Frederik 2. af Preussen, hvis erobringspolitik forekom ham at pege i en retning, der kunne blive farlig for hele Europa og blandt andet også for Danmark; men han frygtede ikke mindre en for stor overvægt hos Rusland, og en plan som den, at denne stat skulle kunne udvide sin magt over Østpreussen, forekom ham så farlig, at han alvorlig tænkte på endog at kaste Danmark-Norge ind i krigen som Frederik 2.’s forbundsfælle for at hindre det. Kun såfremt storfyrsten samtidig uden noget som helst territorialt vederlag overlod den danske konge sin del af Holsten og frafaldt alle fordringer på det gottorpske Slesvig, ville man kunne finde sig deri. Dette lod han endog med ord, der ikke var til at misforstå, udtale til selve den russiske regering. Men stormen drev over, da Rusland snart mente at måtte frafalde fordringen på Østpreussen. Derimod var det frugtesløst, at Bernstorff i disse år stærkt ville fremme forhandlingen med storfyrsten; denne svarede med at opstille utrolige fordringer. Da så Bernstorff søgte at drive Frankrig frem til at lægge pres på den russiske regering i sagen og derfor sendte sin brodersøn A.P. Bernstorff til Frankrig, så døde netop kejserinde Elisabeth (5. januar 1762); Carl Peter Ulrik besteg den russiske kejsertrone og kunne nu bruge det mægtige riges hjælpemidler til at få hævn over Danmark.

### Krigen mod Rusland
I året 1762 viste Bernstorff sit geni til fulde. Aldrig viste hans forening af politisk takt, omtanke og fasthed sig klarere. Stillingen var vistnok i høj grad farlig, fordi hjælp fra Frankrig og Østrig kunne der ikke tænkes på. Selv om de havde villet yde en sådan, var de ude af stand til at gøre noget, i den grad var de medtagne af krigen. Men dette skræmmede ikke Bernstorff fra at vove en alvorlig kamp. Det var ikke tomme ord, når han for ikke længe siden havde udtalt, at "Slesvig var Kongen ved sin Krone forpligtet til at bevare, saa længe der var et Værge i hans Rige og en Blodsdraabe i det danske Folks Aarer". Han fandt fuld Støtte hos Frederik 5. og hos sine embedsbrødre i Konseillet, og samtidig med at der forsøgtes, hvad der kunne udrettes ad underhandlingens vej, i det mindste for at vinde den nødvendige tid til rustninger, blev alle forberedelser til krig trufne så godt, det var muligt. Det valg, han gjorde af en hærfører ved at indkalde den franske general Claude Louis de Saint-Germain, kunne ikke træffes bedre. Enhver véd, at kampen imellem den russiske og den danske hær, da de stod opstillede over for hinanden i det mecklenburgske, kun blev forhindret ved budskabet om, at kejseren var styrtet fra tronen af sin hustru Katharina 2. af Rusland (8. juli 1762). Det håb, Bernstorff havde haft om at finde støtte i den russiske misfornøjelse over krigen, gik i opfyldelse, før han kunne vente det. Da Katharina 2. straks stillede sig i et venskabeligt forhold til hoffet i København, havde man kun grund til at glæde sig over ikke at have veget for kejser Peter. En indskrift i Fredensborg slotshave: "fortissima consilia tutissima" vidner om tilfredsheden derover.

### Forholdet til Katharina 2.
Kunne det imidlertid håbes, at den gamle strid nu ville blive udjævnet? Katharina 2. var forfængelig, pirrelig og herskelysten. Hun blev straks i høj grad opirret over, at regeringen i København i henhold til gamle bestemmelser ville tiltage sig regentskabet, så længe hendes søn Paul, der var fulgt efter faderen som hertug i Holsten-Gottorp, var umyndig. Bernstorff måtte lade alle krav i så henseende falde, og han så med megen uro på, hvorledes hendes karakter ville udvikle sig, især da han frygtede for, at hendes følelser imod Danmark ikke var stort venligere, end Peter 3.’s havde været. Rent galt syntes det at skulle blive, da der gik rygter (og det i det mindste til dels sande rygter) om, at hun begunstigede den svenske dronnings planer om en udvidelse af kongemagten. En sådan forbindelse var efter Bernstorffs mening en fare for Danmark-Norges sikkerhed ikke mindre end for Sveriges selvstændighed, og han var rede til at vove en krig for at sikre "Lovenes og Frihedens Forsvarere i Sverige".
"Intet", skrev han til sin ven, den svenske rigsråd Carl Fredrik Scheffer, "skulde afholde den danske Konge fra at dele Sveriges Skæbne." Men nu skete et vigtigt omslag i Katharina 2.’s politik, måske under indflydelse af den mand, der fra denne tid blev hendes vigtigste rådgiver i den ydre politik, Nikita Ivanovich Panin. Hun foretrak at knytte Danmark-Norge til sig ved at komme det i møde med hensyn til det holstenske mageskifte og at støtte den indre splid i Sverige ved at bevare den frie forfatning der, samtidig med at hun kastede sig ind i de polske sager efter August 3. af Polens død (1763).
Dette omslag måtte klare horisonten for Bernstorff. De seneste år havde vist, at Frankrigs støtte intet var værd, når det kneb, og oven i købet begyndte hoffet i Versailles, der med god grund fandt, at Sverige var magtesløst under dets indre partikampe mellem "Hattene" og "Huerne", at ønske en forfatningsudvikling her til gavn for kongemagten. Hvad kunne i et sådant øjeblik synes heldigere end vendingen i den russiske politik? Om end med varsomhed lod Bernstorff da vort fædreland 1763-65 foretage en afgjort svingning bort fra Frankrig og over imod Rusland. En forbundstraktat af 11. marts 1765 beseglede det nye forhold til kejserinden, som lovede sin hjælp til en udjævning af den gottorpske strid, og at der snart skulle blive arbejdet på en foreløbig traktat herom. Desuden enedes man om at virke for opretholdelsen af "Sveriges Frihed og lovmæssige Regeringsform". Mens Frankrig og Rusland under Syvårskrigen havde været forbundsfæller, trådte de på denne tid i stærk modsætning til hinanden, og efter at den bekendte franske statsmand, hertug Étienne-François de Choiseul i en række år under venskabelige former havde brevvekslet med Bernstorff, udtalte han nu i et iskoldt brev til denne, at Frankrig opfattede Danmark-Norge som stående uden for sit alliancesystem. 3 år senere nægtede den franske regering endda ligefrem at udbetale subsidier, som Danmark-Norge havde til gode hos den.

## Kritik af Bernstorff

### Danneskiold-Samsøes kritik
Det var ikke med glade følelser, at Bernstorff havde fjernet sig fra Frankrig, til hvilket land han havde følt sig draget ved stærke sympatetiske bånd; men ulige mere kom det dog til at gå ham til hjerte at se sin politik truet i selve Danmark. Ved Frederik 5.’s død (1766) tabte han den sikre støtte, han hidtil havde haft i denne konge. Christian 7.’s tronbestigelse førte til år, hvor alt syntes usikkert i Danmark som en følge af den unge konges ondskabsfulde lunefuldhed og de rænker fra forskellige sider, der spandtes ved hoffet. Gentagne gange var Bernstorff udsat for anklager og hemmelige angreb. Det mærkeligste af disse kom fra en dygtig og fædrelandssindet, men samtidig lidenskabelig og trættekær mand, Frederik Danneskiold-Samsøe. Denne, der i sommeren 1766 af kongen blev sat i spidsen for marinen og fik sæde i Konseillet, udtalte i en skrivelse til kongen, at han ikke kunne tilråde at "konservere Bernstorff, en Mand, der har været Fædrelandet til største Fordærvelse, og under hvis Ministerio det er saa yderlig forfaldent", han stemplede ham endog som "en snedig, sødtalende Hofmand" og angav en række punkter, hvorved han mente, at Bernstorff havde gjort stor skade. Hans værste sigtelse var, at Bernstorff skulle have virket til at forøge statsgælden ved sine diplomatiske underhandlinger og ved at udvirke statsunderstøttelse til fabrikker. Bernstorff havde fremdeles handlet uforsvarlig ved ikke at få den forlovelse hævet, som tidligere var indgået imellem den danske prinsesse Sophie Magdalene og den svenske kronprins Gustav, men derimod tilrådet et ægteskab imellem dem; Bernstorff foragtede endelig den danske nation og brugte kun fremmede, osv.

### Anonym kritik af udenrigspolitikken
Disse anklager var det første stærke udtryk af en ingenlunde unaturlig misstemning, som landets uheldige finansielle og økonomiske stilling og den stærke indtrængen af fremmede skabte, og som i længere tid blev almindelig. Men skønt der ganske sikkert under Bernstorffs ægide fandt en indstrømning sted af fremmede, der havde alvorlige skyggesider, så var det uretfærdigt at sigte ham for at have ringeagtet den danske nation og ikke at have villet bruge indfødte. Hans anvendelse af pengemidler i den udenrigske politik, som han også måtte høre ilde for, var fuldt forsvarlig. For øvrigt hørte ledelsen af finanserne ikke under Bernstorff. Derimod havde denne, der siden 1752 havde været deputeret i General- Landøkonomi- og Kommercekollegiet, unægtelig overensstemmende med sin tids almindelige økonomiske fejlsyn alt for meget søgt at fremme industriens udvikling, hvor lidt end de naturlige betingelser for, at denne kunne trives, var tilstede. En skammelig ensidighed var det fremdeles at glemme, hvor trofast Bernstorff havde sluttet sig til Danmark, der for ham stadig var "Fædrelandet". Han var så langt fra at have været lykkejæger her i landet, at han tværtimod havde brugt store summer her, som han havde fra sine tyske godser, og at han endelig på Bernstorff Gods havde indført den forbedring af bøndernes kår, der blev et så lysende eksempel. Mens Danneskjold ikke havde angrebet Bernstorffs udenrigske politik, var der andre, der brød staven over den og påstod, at han lod sig tage ved næsen af Rusland, kejserinden ville aldrig lade mageskiftetraktaten blive til virkelighed, men drev blot forhandlingerne som en skinmanøvre. Det lykkedes Bernstorff ved et forsvarsskrift sejrrig at gendrive Danneskjolds sigtelser, og de hemmelige intriger, der flere gange blev spillede imod ham, blandt andet af den herværende preussiske statsafsending Borch, slog heldigvis fejl.

## Løsning på de slesvig-holstenske spørgsmål
Skønt kongen næppe ugerne havde ladet Bernstorff falde, dristede han sig dog ikke dertil på et tidspunkt, da der førtes en så vigtig forhandling med Rusland, og det lykkedes omsider Bernstorff ved den provisoriske mageskiftetraktat af 22. april 1767 at bringe den gottorpske strid til en relativ afslutning. Kejserinden lod herved på sin umyndige søn Pauls vegne alle krav på den gamle hertugelige del af Slesvig falde, og det fastsloges, at den gottorpske del af Holsten skulle mageskiftes med fyrstendømmerne Oldenburg og Delmenhorst. Den endelige afgørelse af sagen kom først til at finde sted med traktaten i Zarskoje Selo af 1773, og det faldt ikke i Bernstorffs lod at opleve den; men et stort resultat var dog allerede nået, et resultat, der ikke var købt for dyrt ved forskellige pengeforpligtelser, som den danske konge måtte påtage sig, eller ved at arveprins Frederik måtte give afkald på den ret, han en del år tidligere havde opnået til at få bispedømmet Lübeck, når den daværende fyrstbiskop døde. Bernstorff havde, siden han overtog sin ministerstilling i København, modtaget flere udmærkelser. Han var 31. marts 1752 blevet ridder af Ordenen de l'Union Parfaite og den 8. juli samme år ridder af Elefanten. Nu efter mageskiftetraktatens afslutning blev han sammen med Ditlev Reventlow og Otto Thott 14. december udnævnt til dansk titulær lensgreve. Samme dag blev hans broder Andreas Gottlieb Bernstorff og dennes børn, bl.a. Andreas Peter Bernstorff, optaget i den danske grevestand.
Samtidig med at Bernstorff havde arbejdet på at få konflikten med gottorperne udjævnet, havde han, så vidt det stod i menneskelig magt, søgt at værne om foreningen med Slesvig ved at afkøbe Augustenborgerne og fyrsterne af Sønderborg-Beck deres arveret til Glücksborg. Da hertugerne af Glücksborg var de eneste af de sønderborgske linjer, der ejede et len i Slesvig, og om hvis ret til dette land der efter den gottorpske mandslinjes uddøen kunne blive spørgsmål, havde Bernstorff ved disse køb begrænset denne ret til den Linje, der i øjeblikket ejede Glücksborg. Dens uddøen 1779 stillede for stedse den danske kongefamilies eneret til Slesvig uden for al berettiget tvivl.

## Bernstorffs forhold til Danmark
Da Bernstorff var det betydeligste medlem af Konseillet, har han selvfølgelig haft stor indflydelse på meget af, hvad der siden 1751 blev foretaget vedrørende landets indre forhold, uden at det er muligt bestemt at sige, hvad der skyldes ham personlig. En række handelstraktater med forskellige Middelhavsstater er et vidnesbyrd om, hvorledes han ad diplomatisk vej arbejdede på at fremme den danske og norske skibsfart. Når han 1769 var med at oprette Landhusholdningsselskabet, hvis første præsident han var, og søgte at støtte "Selskabet til de skjønne og nyttige Videnskabers Forfremmelse", giver også det indtryk af, at han stærkt voksede sammen med forholdene i Danmark. Det lyder derfor utroligt, om det end bevidnes fra pålidelig Side, at han, der var her i over 20 år, aldrig lærte landets sprog. Hvis det virkelig har været tilfældet, var det en vitterlig fejl. De andre betydelige tyskere, der spillede en rolle her hjemme i midten af århundredet, mænd som Schulin, A.G. Moltke og selv Lynar, stod i så henseende over ham.

## Fornyet traktat med Rusland
Så længe indtil mageskiftet var en fuldbragt kendsgerning, var Danmark-Norge nødt til at slutte sig nøje til Rusland. At kejserinden agtede at holde skarpt øje med den dansk-norske regerings Politik, blev også på den hensynsløseste måde udtalt ved den foreløbige traktats afslutning af de to mænd, der på hendes vegne havde drevet forhandlingen, holsteneren Caspar von Saldern og russeren Filosofow, og den første af disse opførte sig med et overmod, som om han var den vigtigste mand her i København. Men dette skræmte ikke Bernstorff, der holdt forbindelsen med Rusland for nødvendig for Danmark-Norges sikkerhed i det hele og troede på muligheden af at hævde en selvstændig stilling ved siden af den mægtige, lunefulde og pirrelige kejserinde. Den politik, som Frankrig under Choiseuls ledelse netop nu slog ind på med tanken om at modarbejde Rusland på alle kanter, drev ham end mere over til at knytte en ny alliance med Rusland, den af 13. december 1769, der var endnu tættere end nogen tidligere. Et hovedpunkt i denne var aftaler om, at sådanne forandringer i den svenske forfatning, der tjente til at udvide kongemagtens rettigheder, skulle opfattes af de to stater som et angreb fra Sveriges side, og Rusland indsatte en paragraf, hvorefter i tilfælde af en krig kongen af Danmark skulle beholde de erobringer, han mulig gjorde ved den norske grænse. Alt tyder på, at Bernstorff slet ikke har tænkt på at gøre erobringer fra Sverige; hans politik var både fredelig og venskabelig ment; men det var en påfaldende fejltagelse af ham, når han troede, at svenskerne selv kunne være tjente med bevarelsen af en statsforfatning som den, de dengang havde, og at derfor de dansk-russiske bestræbelser for at opretholde denne var til deres eget bedste. Ikke mindre var det en illusion, når han troede ved sin alliance med Rusland at kunne hæve Danmark-Norge til en sømagt af første rang, der som sådan ville kunne hævde en plads ved siden af Rusland.

## Afsked og sidste år
Traktaten af 13. december 1769 var den sidste vigtige handling af Bernstorff. Trekvart år derefter blev han styrtet af Johann Friedrich Struensee (15. september 1770). Efter sin afskedigelse levede han mest i Hamburg og på godset Wotersen, indtil han allerede døde 1772. Hans enke, Charitas Emilie født von Buchwald, med hvem han havde levet i lidt over 20 års lykkelige, men barnløse ægteskab, overlevede ham indtil 1820.
Da han fik sin afsked, var hans første udbrud: "Almægtige, velsign dette Land og Kongen." Det var et naturligt udtryk for den kærlighed, hvormed han omfattede vort fædreland. At han samtidig har været en af de mest talentfulde og mest samvittighedsfulde statsmænd, der har været i dette lands styrelse, kan der ingen tvivl være om.
Bernstorff er begravet i Siebeneichen Kirche i Lauenburg.
En æresstøtte af norsk marmor af Johannes Wiedewelt er rejst på Gentofte Bakke 1783. Mindestøtte af samme ved Jægerspris Slot 1778. Bernstorff Slot, Bernstorffsvej og Bernstorffsgade er opkaldt efter ham.
Der findes malerier af Louis Tocqué (Wotersen, Frederiksborgmuseet, Vranja ved Sofia) og Peder Als (Frederiksborgmuseet, Gammel Køgegård, Brahetrolleborg). Marmorbuste af Johannes Wiedewelt (Frederiksborgmuseet). Stik af J.C. Schlottbeck efter et af Tocqués malerier. To medaljer af Daniel Adzer 1772.